# Londonthorpe
Londonthorpe är en by i civil parish Londonthorpe and Harrowby Without, i distriktet South Kesteven, i grevskapet Lincolnshire, i England. Byn är belägen 5 km från Grantham. Londonthorpe var en civil parish fram till 1931 när blev den en del av Londonthorpe and Harrowby Without. Civil parish hade 183 invånare år 1921. Byn nämndes i Domedagsboken (Domesday Book) år 1086, och kallades då Lunde(r)torp.